# 横越英彦
横越 英彦（よこごし ひでひこ、1946年5月 - ）は、日本の栄養学者（栄養化学・栄養神経科学）。学位は農学博士（名古屋大学・1976年）。静岡県立大学名誉教授。
名古屋大学農学部助手、マサチューセッツ工科大学研究員、静岡県立大学食品栄養科学部教授、中部大学応用生物学部教授などを歴任した。

## 概要
京都大学農学部水産学科卒業後、名古屋大学大学院農学研究科農芸化学専攻博士課程修了。
名古屋大学農学部助手、マサチューセッツ工科大学研究員、静岡県立大学食品栄養科学部助教授を歴任。
1993年より静岡県立大学食品栄養科学部教授を務める。併せて、静岡県立大学大学院生活健康科学研究科教授も兼務する。食品栄養科学部では栄養学科に属していたが、2007年より栄養生命科学科に移る。2012年、3月31日付で静岡県立大学の教授を退くとともに、翌日付で客員教授に就任した。また、同日付で同大学から名誉教授の称号を授与された。その後、中部大学にて応用生物学部の教授に就任した。

## 研究

γ-アミノ酪酸

専門は栄養学であり、特に栄養化学、栄養神経科学を中心とした研究を行っている。
アミノ酸や蛋白質、抗ストレスに関する研究が多い。2000年代以降、γ-アミノ酪酸（いわゆる、GABA「ギャバ」）に関する研究がマスメディアに取り上げられる機会が多くなった。「ギャバ・ストレス研究センター」代表も務める。
また、外部の研究機関との共同研究にも積極的にかかわっている。カルピス健康・機能性食品開発研究所との共同研究では、乳酸菌「Lactobacillus helveticus」を用いて醗酵させた牛乳をテーマとして取り上げ、その有用性について研究した。その結果、Lactobacillus helveticus醗酵乳を摂取することで、記憶障害の予防や記憶力の向上に繋がることを明らかにした。

## 略歴
- 1946年 誕生
- 1970年 京都大学農学部卒業
- 1975年 名古屋大学大学院農学研究科農芸化学専攻博士課程修了
- 1976年 名古屋大学農学部助手
- 1983年 マサチューセッツ工科大学研究員
- 1987年 静岡県立大学食品栄養科学部助教授
- 1991年 静岡県立大学大学院生活健康科学研究科助教授
- 1993年 静岡県立大学食品栄養科学部教授
- 1993年 静岡県立大学大学院生活健康科学研究科教授
- 2012年 静岡県立大学客員教授
- 2012年 静岡県立大学名誉教授

## 賞歴
- 2008年 - O-CHAパイオニア賞学術研究大賞

## 著書
- 横越英彦編『脳――機能と栄養』幸書房、2004年。ISBN 4782102429
- 横越英彦編著、伊勢村護ほか著『代謝栄養学』同文書院、2005年。ISBN 4810313077
- 横越英彦編『免疫と栄養――食と薬の融合』幸書房、2006年。ISBN 4782102674
- 横越英彦監修『抗ストレス食品の開発と展望――Development and perspectives of anti‐stress food』シーエムシー出版、2006年。ISBN 4882315890
- 横越英彦著『ストレスとGABA』静岡新聞社、2007年。ISBN 9784783803423
- 横越英彦編『メタボリック症候群と栄養』幸書房、2007年。ISBN 9784782103043
- 津田孝範・堀尾文彦・横越英彦責任編集『食品の生理機能評価法――実験系とツールの新展開を目指して』建帛社、2007年。ISBN 9784767961170
- 矢ヶ崎一三・門脇基二・舛重正一・横越英彦責任編集『アミノ酸の機能特性――ライフサイエンスにおける新しい波』建帛社、2007年。ISBN 9784767961118